# KV Luchtbalboys
KV Luchtbalboys was een Belgische voetbalclub uit de Antwerpse wijk Luchtbal. De club was aangesloten bij de KBVB met stamnummer 4900. 

## Geschiedenis
Tijdens de Tweede Wereldoorlog werd in 1942 al een ploeg opgericht. In 1948 sloot uiteindelijk een club aan bij de Belgische Voetbalbond, waar men stamnummer 4900 kreeg toegekend. Men ging in de provinciale reeksen spelen.
De wijk Luchtbal is een achterstandswijk met veel sociale woningen en verschillende nationaliteiten. Dit weerspiegelde zich ook in de voetbalclub, met begin 21ste eeuw leden van 17 verschillende nationaliteiten De club werd in 2008 een tijdlang lastiggevallen door een bende hangjongeren, zodat politie moest worden ingezet om de kalmte te bewaren bij thuiswedstrijden in Vierde Provinciale. Hoewel de stad Antwerpen en de Koning Boudewijnstichting trachtten de ploeg te ondersteunen voor het sociaal werk dat werd geleverd, hield de ploeg door de vele sociale problemen in 2009 op te bestaan. De terreinen werden ondertussen omgevormd tot speelpark.